# Şuşa
Şuşa, Szusza (orm. Շուշի, Szuszi) – miasto w Azerbejdżanie, siedziba administracyjna rejonu Şuşa. W latach 1992–2020 miejscowość znajdowała się pod kontrolą nieuznawanego państwa Republika Górskiego Karabachu jako stolica rejonu Szuszi. 7 listopada 2020 została jednak odbita przez wojska azerskie i na mocy porozumienia pokojowego z 9 listopada 2020 powróciła pod kontrolę Azerbejdżanu.
Miasto znajduje się tuż przy drodze M-12 łączącej Stepanakert z Goris, głównej drodze łączącej Górski Karabach z Armenią.

## Klimat
Klimat umiarkowany ciepły. Opady deszczu są znaczące, występują nawet podczas suchych miesięcy. Klasyfikacja klimatu Köppena-Geigera Cfb. Na tym obszarze średnia temperatura wynosi 9,7 °C. W ciągu roku średnie opady wynoszą 599 mm. Najsuchszym miesiącem jest grudzień z opadami na poziomie 21 mm. W maju opady osiągają wartość szczytową ze średnią 110 mm. Różnica w opadach pomiędzy najsuchszym, a najbardziej mokrym miesiącem wynosi 89 mm. Najcieplejszym miesiącem w roku jest lipiec ze średnią temperaturą 20,9 °C, z kolei najzimniejszym miesiącem jest styczeń ze średnią temperaturą −1,4 °C. Wahania roczne temperatur wynoszą 23,3 °C.

## Turystyka
Miasto znajduje się na trasie znakowanego szlaku turystycznego Dżanapar (Hadrut–Kolatak).

## Galeria

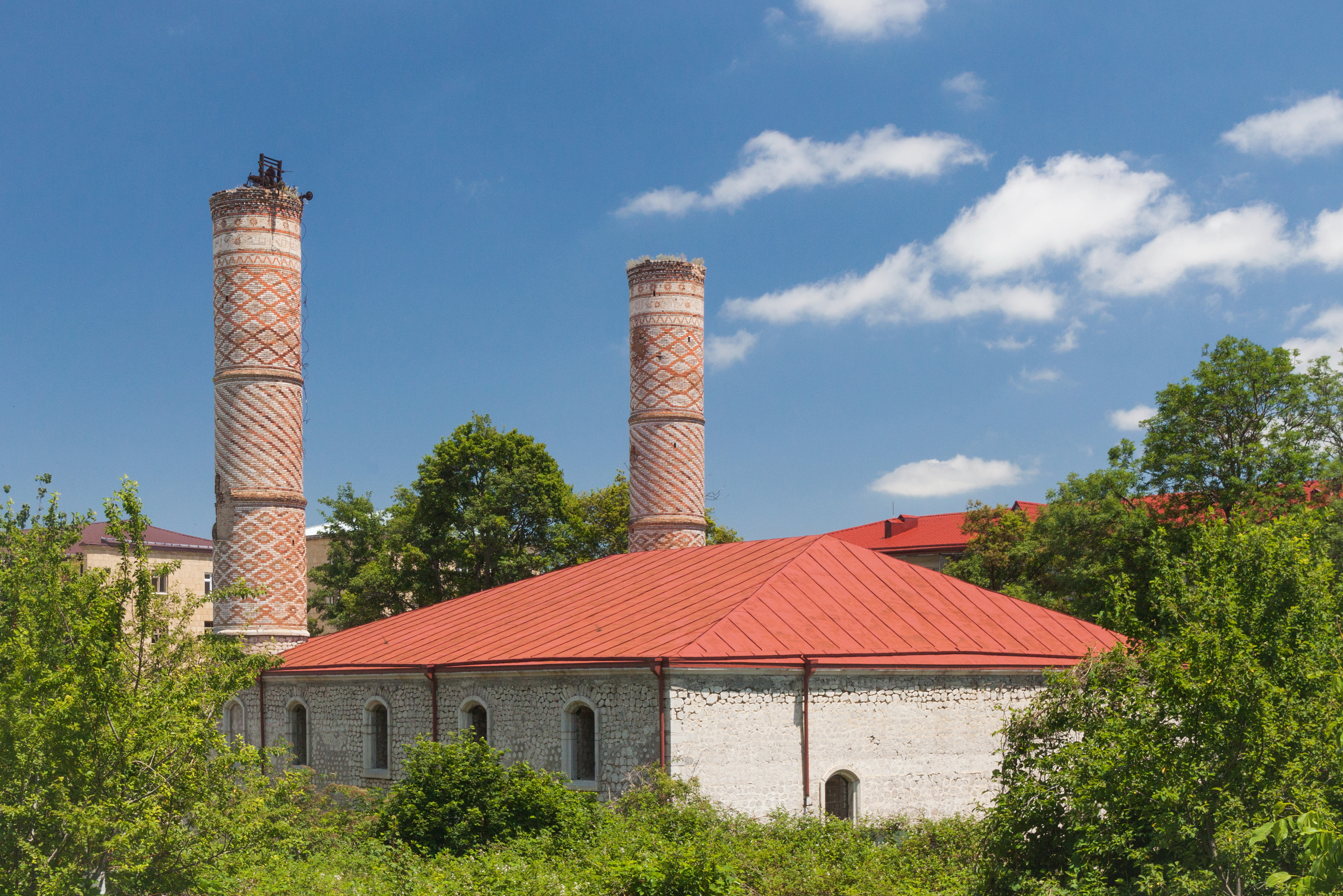
Meczet Yuxarı Gövhar Ağa
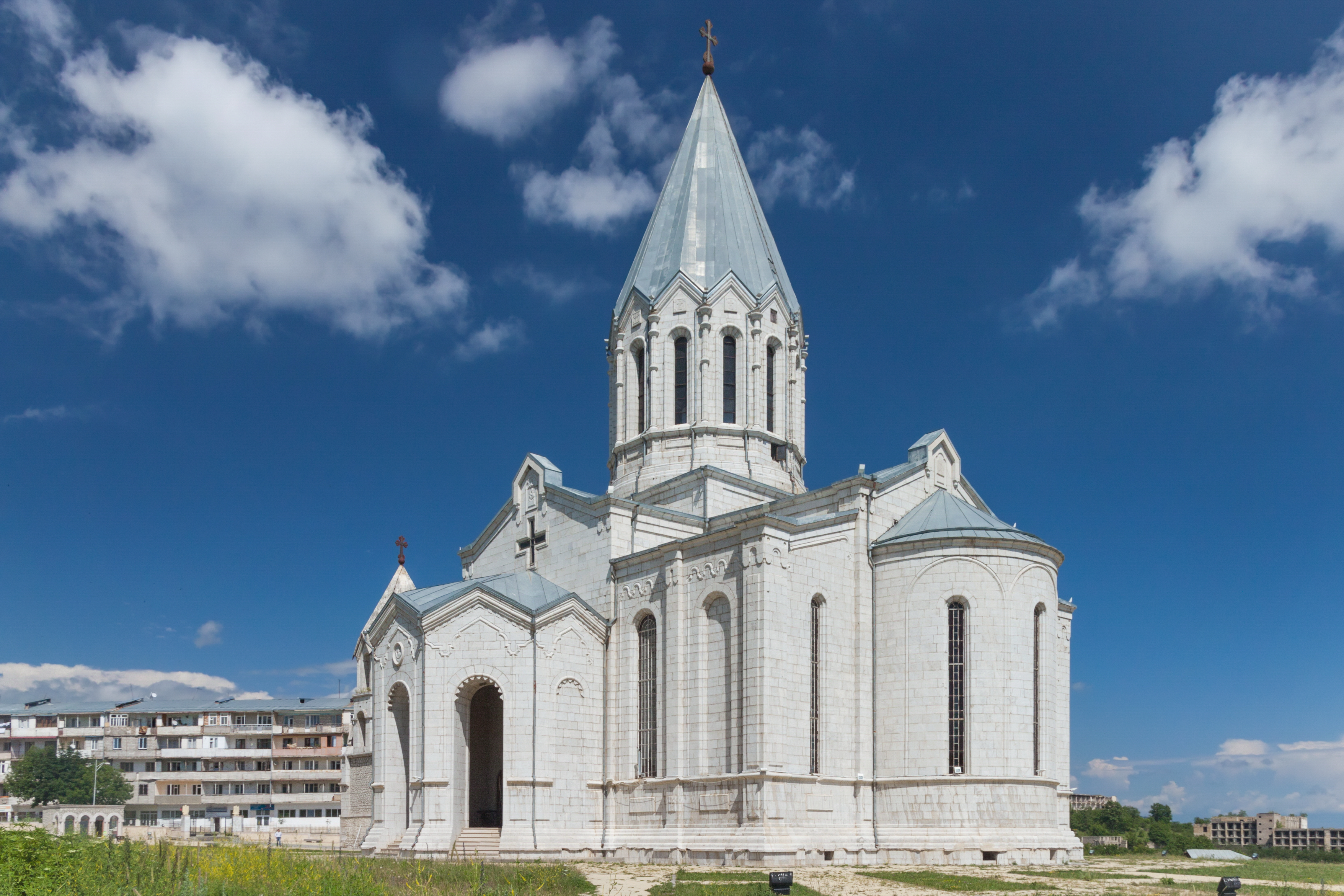
Katedra Chrystusa Zbawiciela
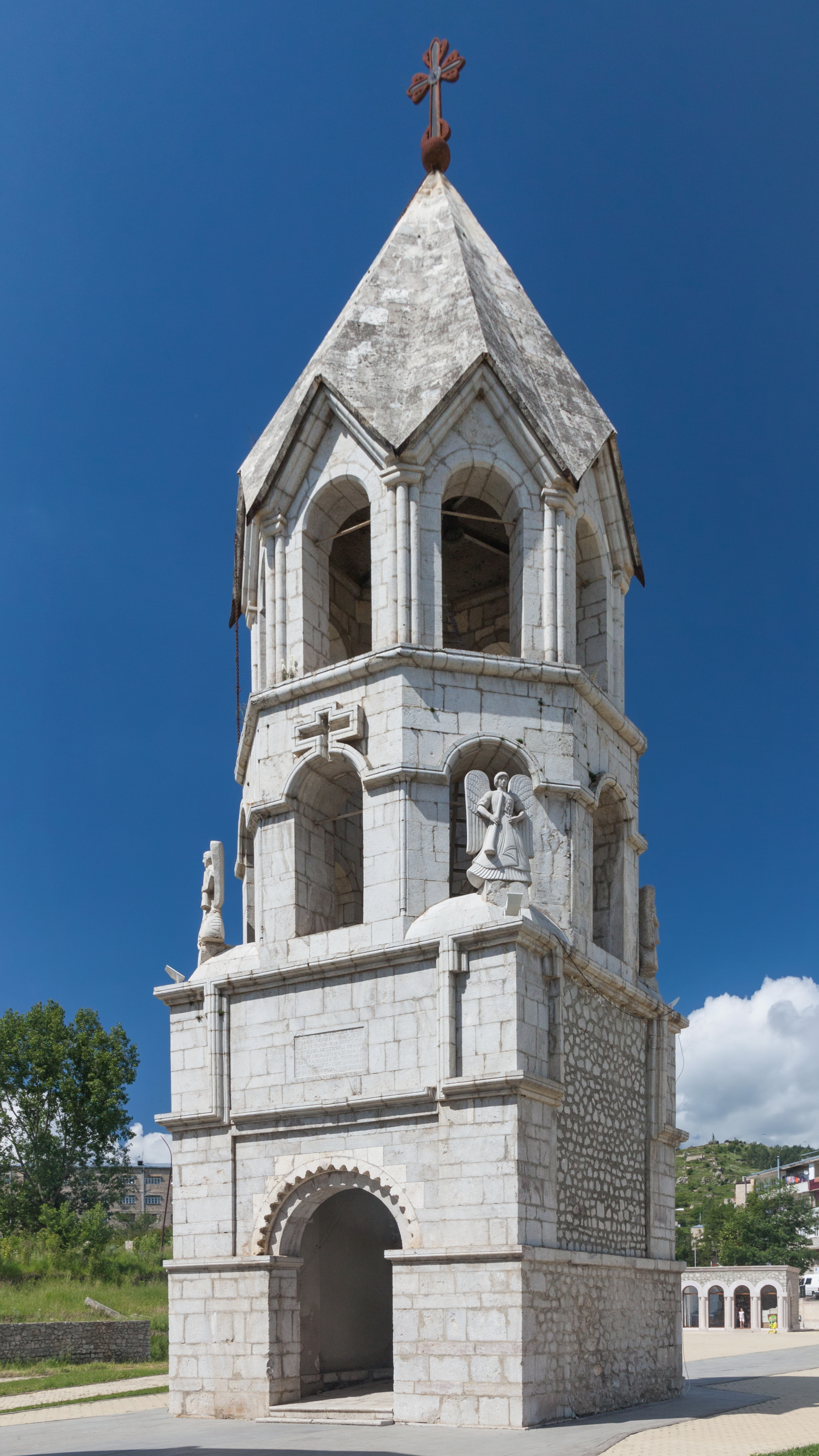
Dzwonnica katedry
Plac miejski
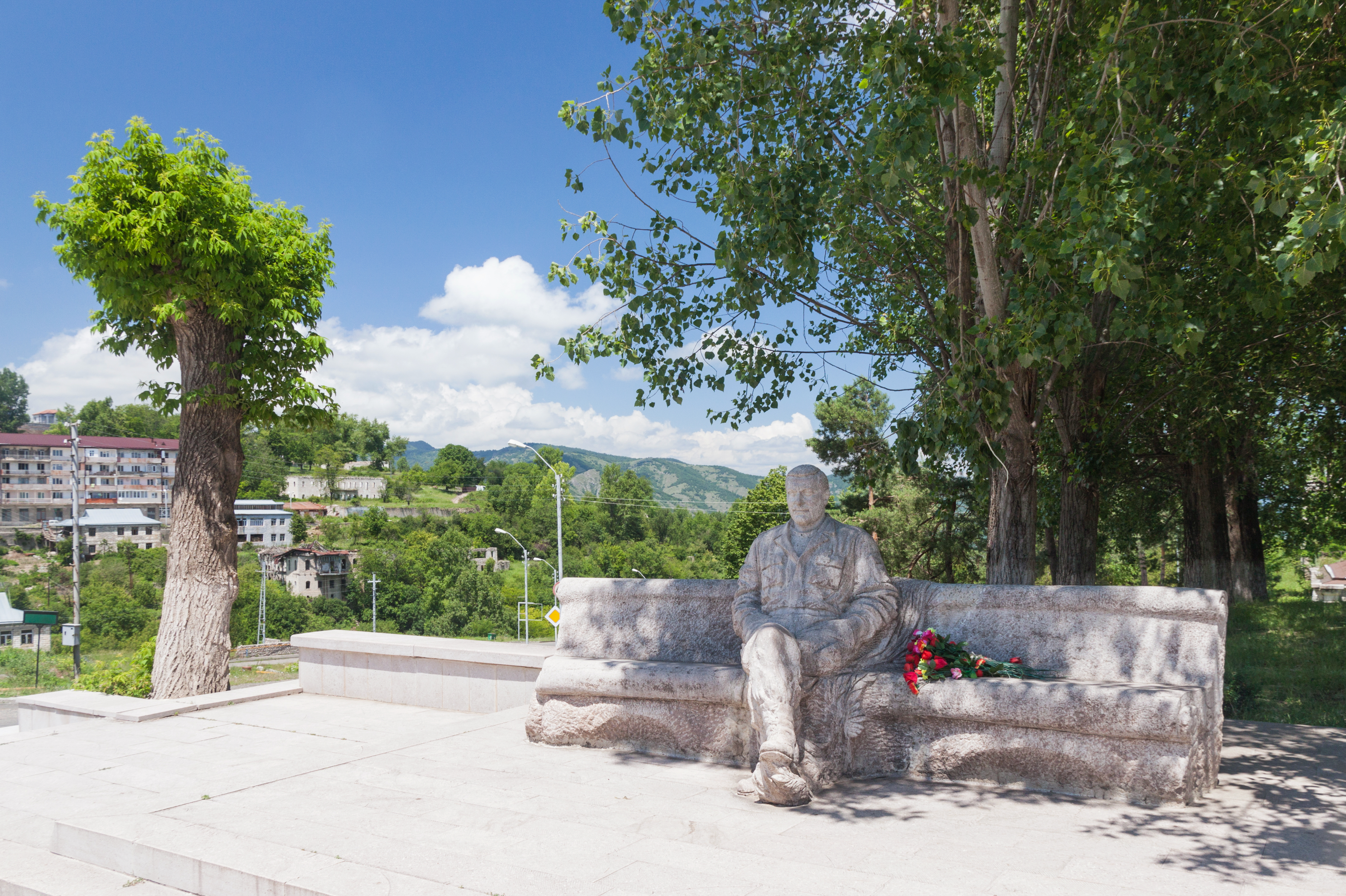
Pomnik-ławka
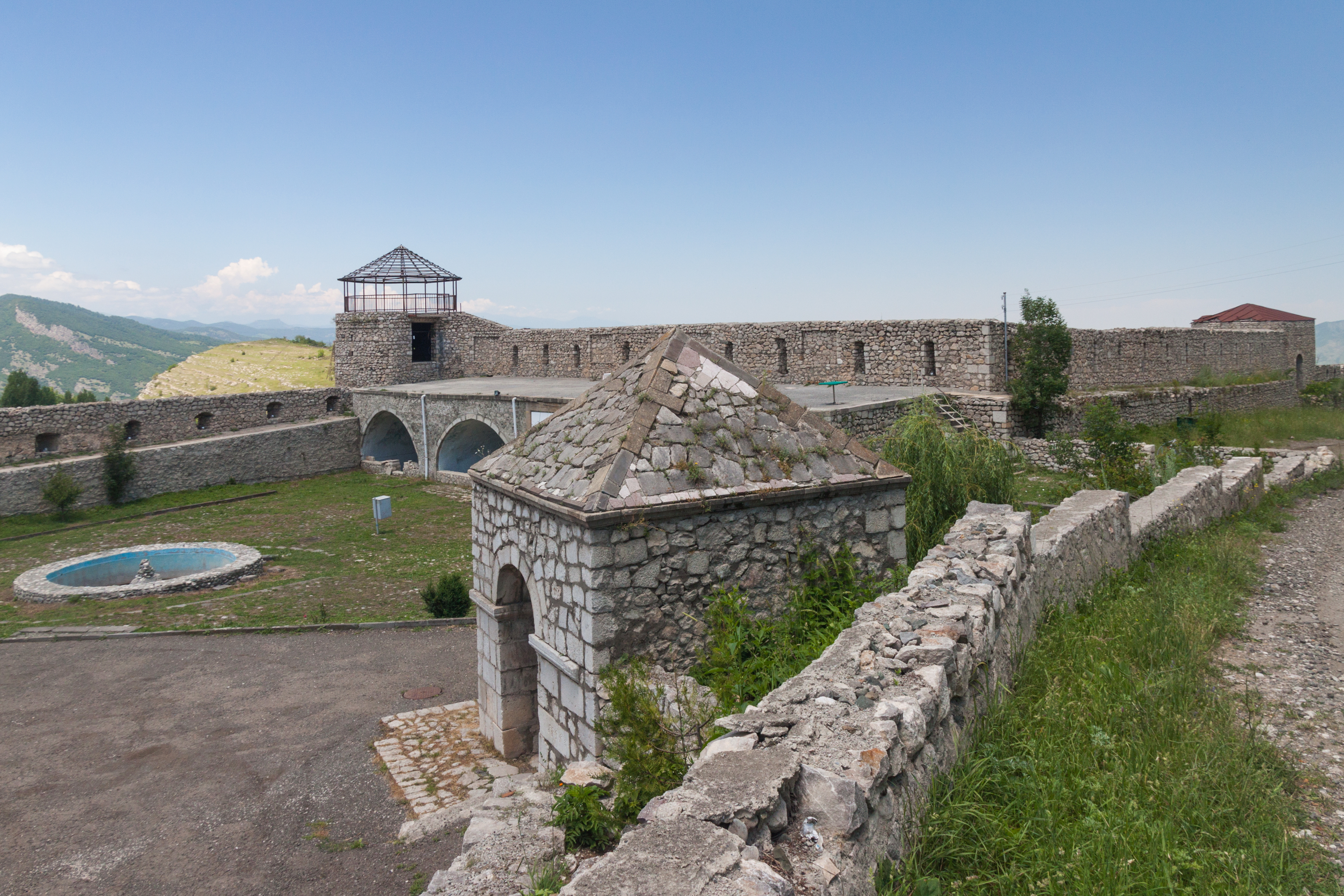
Twierdza
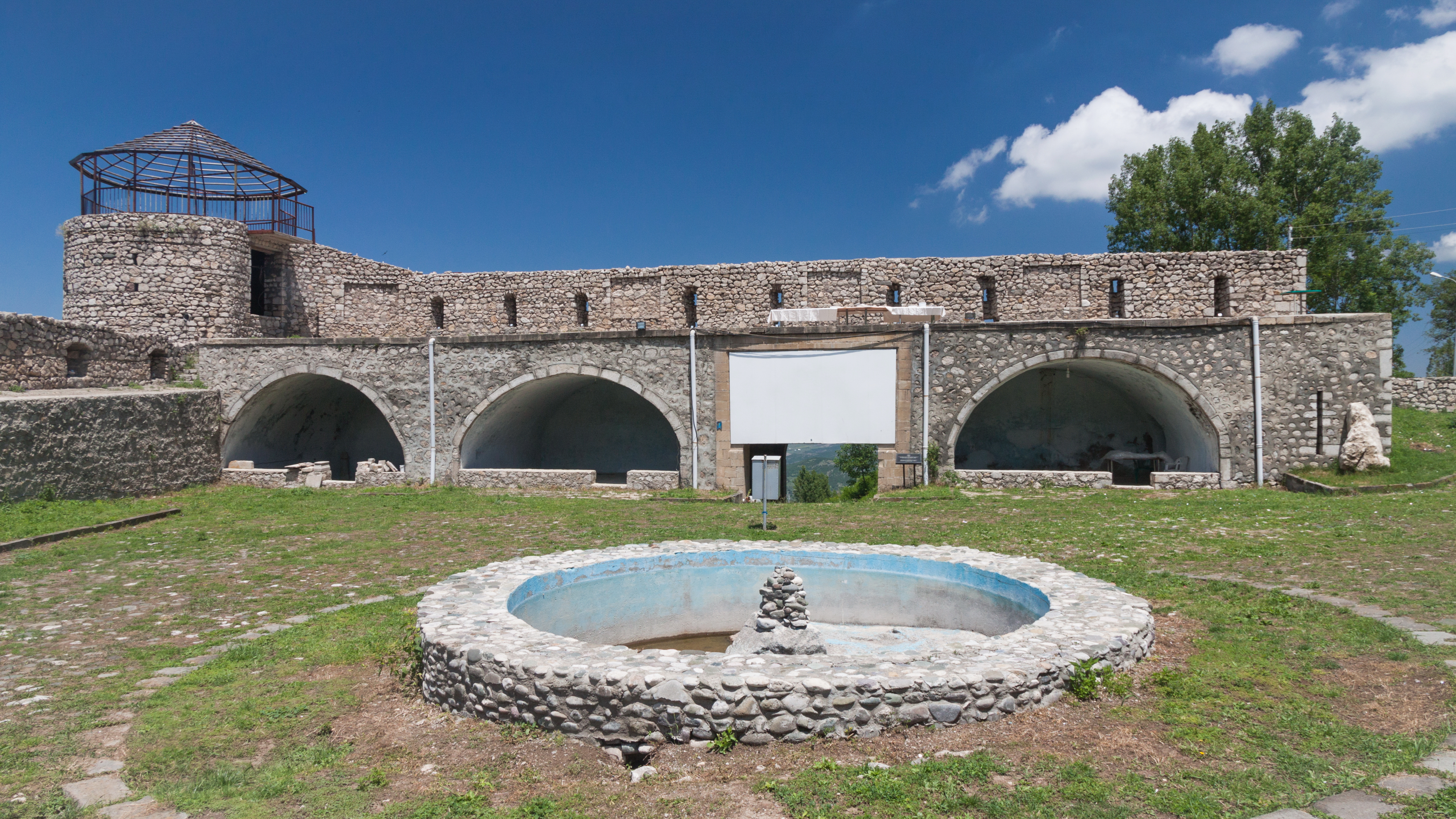
Twierdza